# Opsilia transcaspica
Opsilia transcaspica là một loài bọ cánh cứng trong họ Cerambycidae.